# شهرستان ایتوم-کالینسکی
شهرستان ایتوم-کالینسکی (به لاتین: Itum-Kalinsky District) یک منطقهٔ مسکونی در روسیه است که در چچن واقع شده‌است.